# Canella Challenger 2006
Il Canella Challenger 2006 è stato un torneo di tennis facente parte della categoria ATP Challenger Series nell'ambito dell'ATP Challenger Series 2006. Il torneo si è giocato a Biella in Italia dal 3 al 9 luglio 2006 su campi in terra rossa.

## Vincitori

### Singolare
Simone Bolelli ha battuto in finale  Ivo Minář con il punteggio di 7–5, 3–6, 7–6(0)

### Doppio
Lucas Arnold Ker /  Agustín Calleri hanno battuto in finale  Juan Martín del Potro /  Martín Vassallo Argüello con il punteggio di 7–6(5), 6–2